# Chris Makiese
Chris Kamulete Makiese Ntinu Ntuluengani  (né à le 14 octobre 1987 à Montfermeil, Seine-Saint-Denis) est un footballeur français. Il évolue au poste d'attaquant.

## Biographie

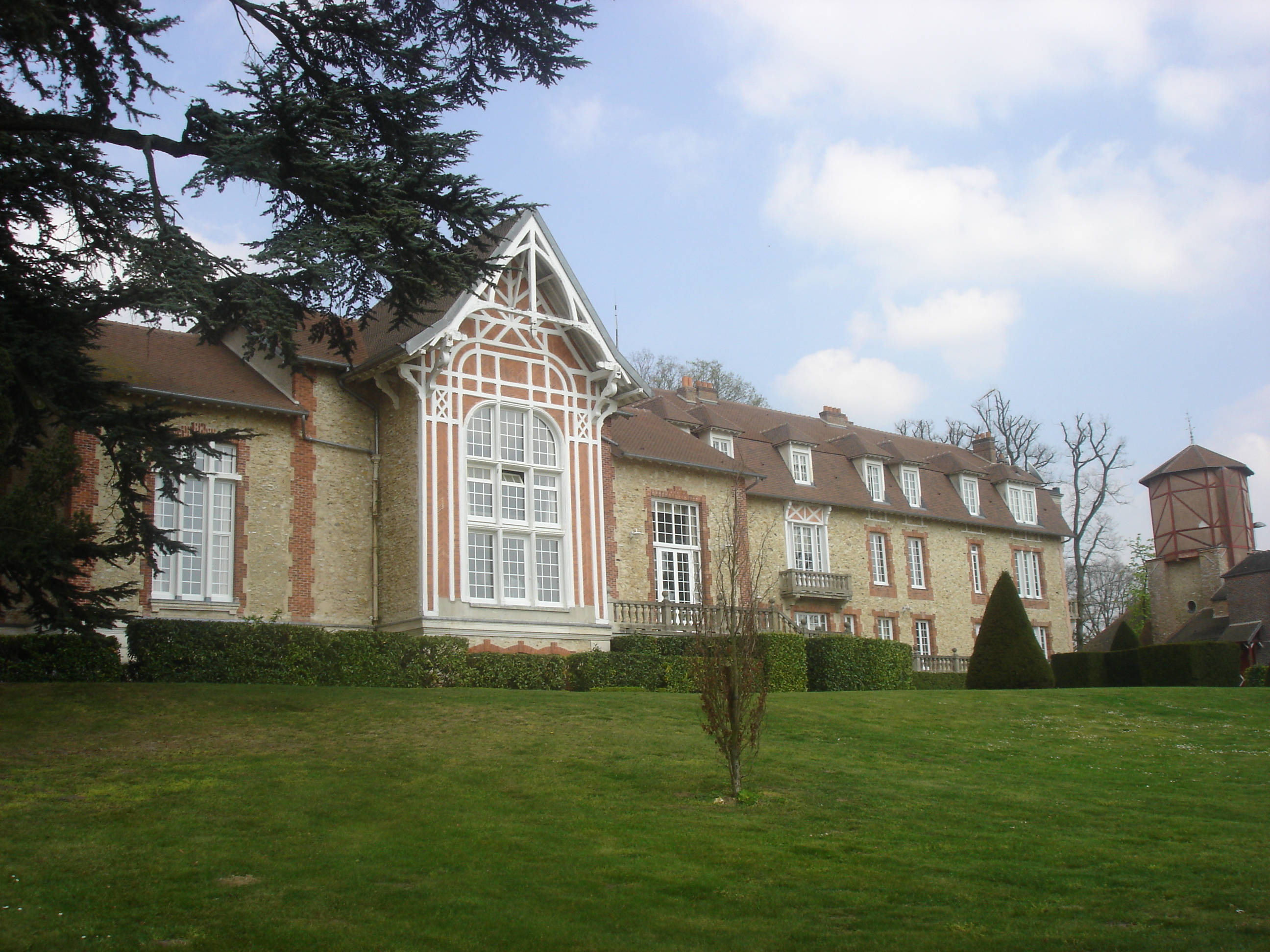
Chris Makiese effectue sa préformation à l'INF Clairefontaine.

Né en région parisienne, Chris Makiese est d'origine congolaise. 
Il intègre l'INF Clairefontaine en 2000, pour trois ans de préformation. Parmi ses camarades de promotion figurent les futurs internationaux Blaise Matuidi et Mehdi Benatia. En 2002-2003 il fait partie de l'équipe de France des moins de 16 ans, dans la génération Ben Arfa, Nasri, Ménez. 
Formé à l'ES Troyes AC puis au Lille OSC, il fait ses débuts sous les ordres de Claude Puel lors de la saison 2006-2007. En deux saisons, il ne dispute que cinq matchs et est prêté avec option d'achat, en 2008, au club belge de Charleroi. 
À partir de janvier 2009, il évolue à Zulte-Waregem en prêt, il s'engage définitivement avec le club belge pour deux ans le 24 juin 2009.
En quête de temps de jeu, il revient en France, en Ligue 2, au Stade lavallois pour deux années, où il espère briller afin de véritablement lancer sa carrière. Il marque son premier but sous les couleurs des tangos en championnat le 18 mars 2011 lors de Grenoble - Laval (1-2).
En juillet 2011 il est autorisé par son club à réaliser des essais à l'étranger. Le 27 juillet 2011, il retourne en Belgique et signe pour trois ans au RAEC Mons. Durant la première partie de saison, Makiese n'a que occasionnellement la confiance de Dennis Van Wijk. Celui-ci opte pour un système de jeu avec un seul véritable attaquant de pointe, Jérémy Perbet, et deux joueurs de flanc offensifs: Pitshou Zola Matumona à gauche et Tim Matthys à droite. Jérémy Perbet marque 25 buts sur la saison, s'arrogeant le titre de meilleur buteur, et cantonne Makiese au rôle de joker. Toutefois, le remplacement de Van Wijk par Enzo Scifo au mois de février relancera le temps de jeu de Makiese, celui-ci terminant la saison avec 21 matchs et deux buts au compteur.
Fin juin 2012, le joueur ne se présente pas à la reprise des entraînements à Mons et le contrat du joueur est rompu d'un commun accord. Dans les heures qui suivent le joueur se lie avec le RCS Visé, club de Division 2 belge.
Après l'arrêt de sa carrière de joueur, il devient entraîneur de clubs amateurs belges.